# Pauschendorf
Pauschendorf ist ein Ortsteil der Marktgemeinde Floß im Bezirk Oberpfalz im Landkreis Neustadt an der Waldnaab.

## Geographische Lage
Der Weiler Pauschendorf liegt ungefähr drei Kilometer südwestlich von Floß am Nordufer der Girnitz.

## Historische Namen
Frühere Namen des Ortes waren Pairischendorf, Beyrschendorff, Pausenreuth, Beirischendorf.

## Geschichte
Pauschendorf wurde im niederbayerischen Salbuch (Aufzeichnungen von 1269 bis 1320) sowie im Böhmischen Salbüchlein erwähnt, welches Aufzeichnungen aus der Zeit zwischen 1366 und 1373 enthielt. Als Inhaber von vier Höfen in Pauschendorf wurde Ulreich Waldawer genannt.
Im Salbuch von 1416 bis 1440 waren verzeichnet: Thobias der Waldauwer mit 4 Höfen sowie die Bauernfamilien Pader und Khuenz Pader. 1493 hatte Gilig Waldauer zu Waldau vier Höfe in Pauschendorf zu niederbayerischem Lehen.
Während des Dreißigjährigen Krieges zogen in den Jahren 1620 und 1621 die Mansfeldischen Soldaten durch Pauschendorf. Dabei kam es zu Plünderungen und Brandschatzungen. Eine Schadensaufstellung für Pauschendorf aus dem Jahr 1621 ergab einen Schaden von insgesamt 477 Gulden und 35 Kreuzer.
Im Hof der Friedrichsburg in Vohenstrauß fand 1650 die Erbhuldigung gegenüber Pfalzgraf von Pfalz-Sulzbach Christian August statt. Pauschendorf erscheint auf der Huldigungsliste mit den vier Hofbesitzern: Michael Greiner, Michael Stahl, Bartl Wirner, Hanß Greiner.
Im Jahr 1652 wird Pauschendorf beschrieben mit vier Halbhöfen. Einwohner waren zu dieser Zeit zwei Ehepaare mit ihren Familien. Eine Beschreibung des Fürstlichen Pflegamtes Floßerbürg aus dem Jahr 1704 verzeichnete für Pauschendorf vier Mannschaften und zwei Höfe. In einer historisch-statistischen Beschreibung des Pflegamtes Floß von 1794 wurden aufgeführt vier Bauern, ein Tagelöhner, ein Hirt. Mit deren Familien ergab das insgesamt 39 Einwohner. Um 1800 gab es in Pauschendorf drei Häuser mit 26 Einwohnern.
Pauschendorf gehörte zum Steuerdistrikt und zur Ruralgemeinde Bergnetsreuth, die Anfang des 19. Jahrhunderts gebildet worden war. Der Steuerdistrikt Bergnetsreuth hatte insgesamt 190 Einwohner und 19 Wohngebäude.
Die Ortschaft Pauschendorf hatte 1817 29 Einwohner und sechs Wohngebäude, 1861 31 Einwohner und 1961 23 Einwohner und vier Wohngebäude.
Am 1. Januar 1972 wurde Pauschendorf gemeinsam mit der Gemeinde Bergnetsreuth in den Markt Floß eingegliedert.